# 8084 Dallas
8084 Dallas è un asteroide della fascia principale. Scoperto nel 1989, presenta un'orbita caratterizzata da un semiasse maggiore pari a 3,0641678 UA e da un'eccentricità di 0,2194100, inclinata di 2,14973° rispetto all'eclittica.